# Bataille de Damboa (juillet 2014)
Pour les articles homonymes, voir Bataille de Damboa.
Insurrection de Boko Haram
La troisième bataille de Damboa a lieu le 4 juillet 2014 pendant l'insurrection de Boko Haram.

## Déroulement
Le 4 juillet 2014, les islamistes de Boko Haram attaquent la caserne et le commissariat de police de la ville de Damboa. De nombreux rebelles prennent part à l'assaut, soutenus par au moins quatre blindés. L'attaque est repoussée par une contre-attaque de l'armée mais de nombreux habitants s'enfuient de la ville et selon des témoins, la moitié de la ville de Damboa est incendiée, ainsi que son commissariat. 
Le 5 juillet, l'armée annonce avoir perdu 6 hommes dans les combats, dont un officier haut-gradé, contre 53 tués du côté des rebelles islamistes. Des témoins déclarent cependant à l'AFP que le bilan est sans doute plus lourd tant du côté des civils que des militaires. Selon le journal nigérian Vanguard au moins 70 personnes sont mortes pendant les affrontements,.
Selon le journal nigérian, The Daily Post, les pertes des forces gouvernementales sont plus nombreuses. D'après des témoignages recueillis sur place au moins 12 militaires, 4 policiers et 4 miliciens sont tués tandis que les pertes des rebelles sont estimées à plus de 50 morts sur les 200 hommes ayant pris part à l'attaque.
Parmi les islamistes qui prennent part à la bataille figurent les auteurs du raid de Kummabzan, où environ 60 femmes et 30 garçons avaient été enlevés à la fin du mois de juin. Le 4 juillet, six femmes et trois jeunes hommes parviennent à s'enfuir et à regagner leur village.